# Balmazújvárosi kistérség
A Balmazújvárosi kistérség egy kistérség volt Hajdú-Bihar megyében, központja Balmazújváros volt. 2014-ben az összes kistérséghez hasonlóan megszűnt.

## Települései
| Balmazújváros | Egyek | Hortobágy | Tiszacsege |

## Lakónépesség alakulása
| Település     | Lélekszám (2009) |
| ------------- | ---------------- |
| Balmazújváros | 17 575           |
| Egyek         | 5 071            |
| Tiszacsege    | 4 705            |
| Hortobágy     | 1 553            |
| Összesen      | 28 904           |